# Grand-Îlet
De Grand-Îlet is een onbewoond eiland van de eilandengroep Îles des Saintes in het Franse overzeese departement Guadeloupe. Het ligt ongeveer 1,2 km ten zuiden van Terre-de-Haut, en heeft een driehoekige vorm.

## Overzicht
Grand-Îlet is waarschijnlijk nooit bewoond geweest, en heeft geen zoetwater. In het noordoosten bevindt zich een zoutmeer dat gevoed wordt door regenwater. Langs het meer bevinden zich mangrovebossen. Het eiland heeft twee cala's: l'anse du Grand Etang en l'anse des Colibris die bezocht worden door duikers.
Het eiland is begroeid met dicht struikgewas en heeft paar kleine xerofyte bossen. Er groeien zeldzame planten als de orchidee Coilostylis ciliaris, en de cactus Melocactus intortus. Het eiland wordt bezocht door fregatvogels, pelikanen, en sternen. De stranden worden gebruikt door schildpadden om te broeden.
Sinds 1994 is Grand-Îlet beschermd als biotoop (IUCN klasse IV) en is eigendom van Conservatoire du littoral.
Grand-Îlet · Îles de la Petite-Terre · Îlet du Gosier · Nationaal Park Guadeloupe (Grand Cul-de-Sac Marin · Réserve Cousteau)
Basse-Terre (Îlets Pigeon) · Grande-Terre (Îlet du Gosier) · Îles des Saintes (Îlet à Cabrit · Grand-Îlet · Terre-de-Bas · Terre-de-Haut) · La Désirade (Îles de la Petite-Terre) · Marie-Galante